# نوبل براندون جودا
نوبل براندون جودا هو دبلوماسي وسياسي أمريكي، ولد في 23 أبريل 1884 في شيكاغو في الولايات المتحدة، وتوفي بنفس المكان في 26 فبراير 1938. انتخب عضو مجلس نواب إلينوي ‏.